# Aunette (Troësne)
Die Aunette ist ein kleiner Fluss in Frankreich, der im Westen des Départements Oise in der Region Hauts-de-France verläuft. Sie entspringt im Ortsgebiet von Labosse, entwässert generell in südwestlicher Richtung und mündet nach rund zehn Kilometern im Gemeindegebiet von Trie-Château als rechter Nebenfluss in die Troësne, die weiter zur Epte fließt und somit zum Einzugsgebiet der Seine gehört.

## Orte am Fluss
(Reihenfolge in Fließrichtung)
- Labosse
- Le Vaumain
- Boutencourt
- Énencourt-Léage
- Trie-la-Ville
- Trie-Château